# Rainer Zaiser
Rainer Zaiser (* 5. Juni 1955 in Aichtal) ist ein deutscher Romanist. Er ist Professor emeritus an der Christian-Albrechts-Universität zu Kiel.

## Leben
Von 1976 bis 1981 studierte er romanische Philologie (Schwerpunkt Französisch/Italienisch) und Germanistik an der Universität Tübingen. Nach der Promotion 1987 im Fach Romanische Philologie in Tübingen und der Habilitation 1993 ebenda übernahm er Vertretungsprofessuren an der Universität Regensburg (1994), Ludwig-Maximilians-Universität München (1994–1996) und Universität zu Köln (1996/1997, 1997/1998, 2001/2002). Ab 1998 war er als wissenschaftlicher Angestellter am Romanischen Seminar der Universität zu Köln tätig. 1999 erfolgte dort seine Umhabilitation und er wurde zum außerplanmäßigen Professor für Romanische Philologie ernannt. Im Oktober 2005 wurde er W3-Professor für romanische Philologie mit dem Schwerpunkt französische und italienische Literaturwissenschaft an der Universität zu Kiel.
Seine Forschungsschwerpunkte sind französische Literatur des 17. Jahrhunderts, insbesondere Romanliteratur (romans comiques, nouvelle classique), Theater (Corneille, Racine, Molière), Poetiken der Klassik und Nicolas Boileau. 
Zaiser ist Herausgeber der im Narr Francke Attempto Verlag erscheinenden Zeitschriften Papers on French Seventeenth Century Literature und Œuvres et Critiques.

## Schriften (Auswahl)
- Themen und Techniken des Dramatikers Luigi Pirandello im französischen Theater der fünfziger und sechziger Jahre. Ein Vergleich mit ausgewählten Stücken von Jean Anouilh, Eugène Ionesco, Jean Genet und Samuel Beckett. Lang, Frankfurt am Main 1988, ISBN 3-8204-1532-7.
- Die Epiphanie in der französischen Literatur. Zur Entmystifizierung eines religiösen Erlebnismusters. Narr, Tübingen 1995, ISBN 3-8233-4616-4.
- Inszenierte Poetik. Metatextualität als Selbstreflexion von Dichtung in der italienischen Literatur der frühen Neuzeit. Lit, Berlin 2009, ISBN 978-3-8258-1848-7.
- (Hg.): Literaturtheorie und sciences humaines. Frankreichs Beitrag zur Methodik der Literaturwissenschaft. Frank & Timme, Berlin 2008, ISBN 3-86596-164-9.